# جون فارلي
جون فارلي (بالإنجليزية: John Varley)‏ (9 أغسطس 1947، أوستن في الولايات المتحدة -) روائي أمريكي، حاصل على جائزة هوغو لأفضل رواية قصيرة عن «استمرار الرؤية» في العام 1979، جائزة هوغو لأفضل قصة قصيرة عن «تاجر المخدرات» في العام 1982 وجائزة هوغو لأفضل رواية قصيرة عن «اضغط اِنْتر» في العام 1985.

## روابط خارجية
- جون فارلي على موقع IMDb (الإنجليزية)
- جون فارلي على موقع إن إن دي بي (الإنجليزية)
- جون فارلي على موقع قاعدة بيانات الفيلم (الإنجليزية)